# Élisabeth-Claire Tardieu

Nachstich der Karte der Sonnenfinsternis 1764, nach Joseph Lepaute Dagelet

Élisabeth-Claire Tardieu (* 1731 in Paris; † 3. Mai 1773 ebenda), geborene Tournay, war eine französische Kupferstecherin.
Sie war die zweite Frau von Jacques Nicolas Tardieu. Wie ihr Mann arbeitete sie als Kupferstecherin und zeichnete ihre Blätter mit E. C. Tournay. Ihr wurde eine, ihres Mannes ebenbürtige, große Kunstfertigkeit als Kupferstecherin bescheinigt.
Ihr Sohn war der Maler Jean-Charles Tardieu.

## Werke (Auszug)
- le Concert, nach Jean François de Troy
- la Vieille Coquette, nach Louis Michel Dumesnil
- le Jolie dormeur, nach Étienne Jeaurat
- la Marchande de moutarde, nach Charles Hutin